# Joseph Franz Bonaventura von Schönborn-Wiesentheid

Porträt des Joseph Franz Bonaventura

Joseph Franz Bonaventura Graf von Schönborn-Wiesentheid (auch Joseph Franz Bonaventura Kilian von Schönborn-Wiesentheid; * 8. Juli 1708 in Mainz; † 25. Januar 1772 in Wiesentheid) war von 1754 bis 1772 Landesherr der Herrschaft Wiesentheid aus der Familie der Grafen von Schönborn. Daneben war er 1756 bis zu seinem Tod Vizedom zu Aschaffenburg.

## Leben
Joseph Franz Bonaventura wurde am 8. Juli 1708 in Mainz geboren. Er war der Sohn des Rudolf Franz Erwein von Schönborn und seiner Frau Eleonore Maria, geborene von Dernbach. Beide Elternteile hatten bereits die Herrschaft über die Besitzungen in Wiesentheid innegehabt: Maria Eleonore nach dem Tod ihres ersten Mannes in den Jahren 1697 bis 1704, Rudolf Franz Erwein ab 1704. Als der Vater am 22. September 1754 in seiner Residenz in Gaibach starb, übernahm Joseph Franz Bonaventura diese.
Neben seinen Verpflichtungen als Landesherr nahm Joseph Franz auch andere Ämter in verschiedenen Herrschaften an. So wurde er kaiserlicher Kämmerer und Geheimer Rat im Hochstift Würzburg und im Erzstift Mainz sowie Reichshofrat. Ab 1756 trat der Graf das Amt des Vizedom zu Aschaffenburg an und verwaltete hier das kurmainzische Amt. Würzburg setzte ihn daneben als Amtmann in Kitzingen und Gemünden ein.
Während der Herrschaft des Joseph Franz Bonaventura tobte in der Herrschaft Wiesentheid der Siebenjährige Krieg. 1759 schleppten durchziehende Truppen den Wiesentheider Pfarrer und den Marktrichter als Geiseln weg. Der Graf veranlasste einige Verordnungen im Sinne der Aufklärung, so geht eine umfassende Schulordnung auf ihn zurück. Im Jahr 1770 wurde ein Verbot der Getreideausfuhr erlassen. Am 25. Januar 1772 starb Johann Franz Bonaventura in Wiesentheid und wurde in der dortigen Kreuzkapelle beigesetzt.

## Ehe und Nachkommen

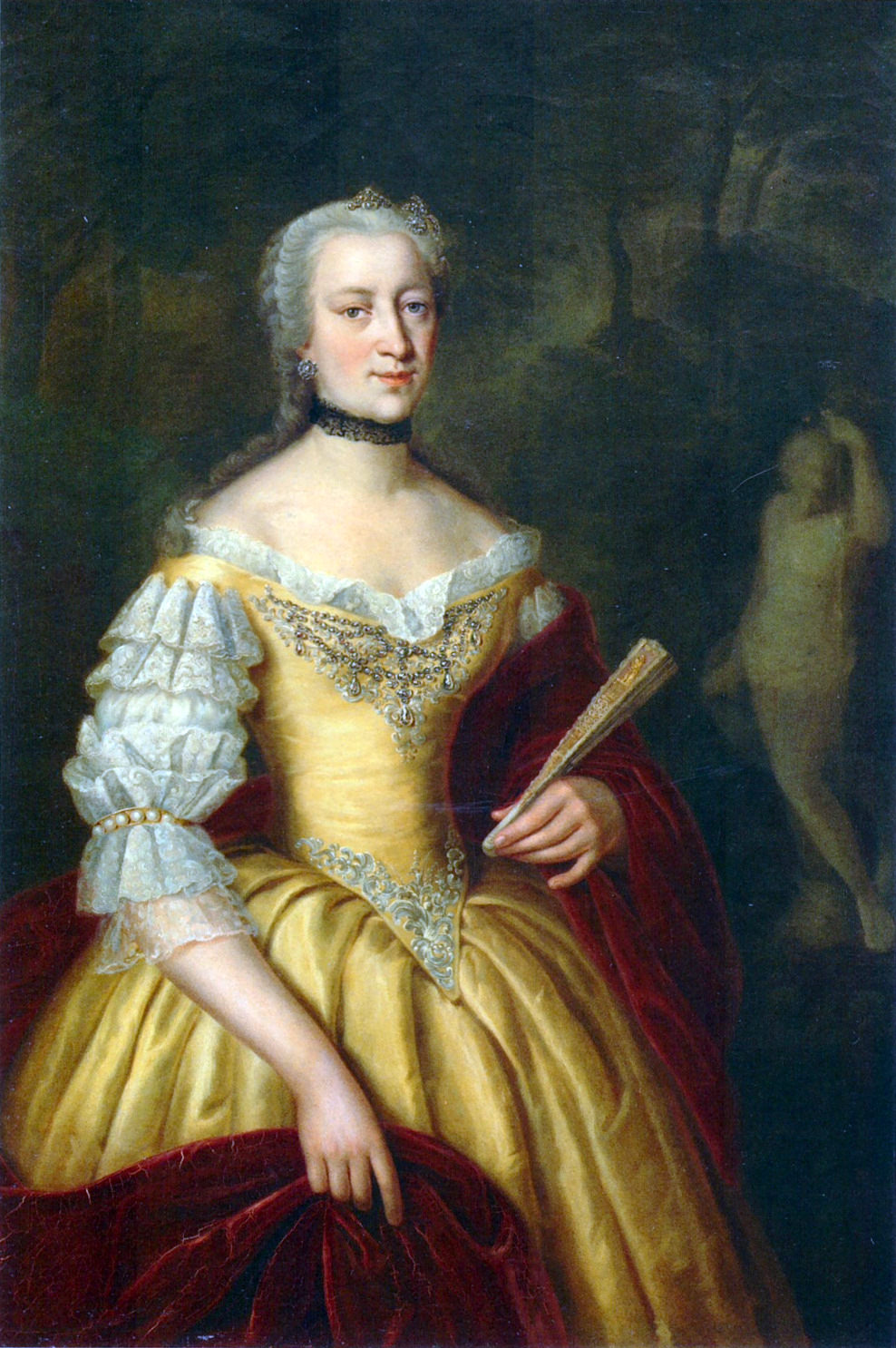
Die Ehefrau des Grafen, Bernhardine von Plettenberg

Graf Joseph Franz Bonaventura heiratete am 30. August 1736 Gräfin Bernhardine von Plettenberg. Mit ihr hatte der Graf insgesamt fünf Kinder, von denen jedoch nur zwei das Erwachsenenalter erreichten. Als Nachfolger wurde der erstgeborene Sohn Hugo Damian Friedrich Karl Franz Erwein aufgebaut.
- Bernhardina (* 13. September 1737; † 17. April 1780)
- Hugo Damian Friedrich Karl Franz Erwein (* 27. Oktober 1738 in Aschaffenburg; † 29. März 1817 in Wien) ⚭ 1763 Maria Anna von Stadion zu Warthausen und Tannhausen
- Karoline (* 13. März 1740; † 10. Januar 1743)
- Karl (* 22. Februar 1742; † 1. Januar 1743)
- Friedrich (* 18. Juni 1746; † 25. Mai 1747)[3]